# 883
| [ Edytuj tabelę ]          |                                    |
| Król Anglii                | - 871 Alfred Wielki 899            |
| Hrabia Aragonii            | - 867 Aznar II Galíndez 893        |
| Hrabia Barcelony           | - 878 Wilfred Włochaty 897         |
| Książę Burgundii           | - 880 Ryszard I Prawodawca 921     |
| Cesarz Bizancjum           | - 867 Bazyli I Macedończyk 886     |
| Chan Bułgarii              | - 852 Borys I Michał 889           |
| Cesarz Chin                | - 873 Tang Xizong 888              |
| Książę Czech               | - 870 Borzywoj I 889               |
| Władca Egiptu              | - 868 Ahmad Ibn Tulun 884          |
| Król Franków wschodnich    | - 881 Karol Otyły 887              |
| Król Franków zachodnich    | - 879 Karloman II 884              |
| Cesarz Japonii             | - 876 Yōzei 884                    |
| Kalif                      | - 870 Al-Mu’tamid 892              |
| Król Khmerów               | - 877 Indrawarman I 889            |
| Wielki książę Kijowa       | - 882 Oleg Mądry 912               |
| Patriarcha Konstantynopola | - 877 Focjusz I Wielki 886         |
| Król Leónu                 | - 866 Alfons III Wielki 910        |
| Król Mercji                | - 879 Aethelred 911                |
| Król Nawarry               | - 880 Fortún Garcés 905            |
| Król Norwegii              | - 872 Harald Pięknowłosy 930       |
| Papież                     | - 882 Maryn I 884                  |
| Cesarz rzymski             | - 881 Karol Otyły 888              |
| Książę Saksonii            | - 880 Otto Dostojny 912            |
| Król Szkocji               | - 878 Eochaid 889 - 878 Giric 889  |
| Doża Wenecji               | - 881 Giovanni II Partecipazio 887 |
| Książę wielkomorawski      | - 871 Świętopełk I 894             |

Rok 883 / DCCCLXXXIII
stulecia: VIII wiek ~
IX wiek ~
X wiek

lata: 873 «
878 «
879 «
880 «
881 «
882 «
883
» 884
» 885
» 886
» 887
» 888
» 893

## Urodzili się
- Ibn Masarra – (zm. 931)

## Zmarli
- Guishan Da’an – chiński mistrz chan (ur. 793)
- Yangshan Huiji – chiński mistrz chan, współzałożyciel szkoły guiyang (ur. 807)